# Klara Castanho
Klara Forkas Gonçalez Castanho (Santo André; 6 de octubre de 2000), más conocida como Klara Castanho, es una actriz y modelo brasileña.

## Carrera
Klara Castanho comenzó su carrera como actriz y modelo de comerciales, apareciendo en alrededor de 60 publicidades desde que era bebé y durante sus primeros años de vida.
Tuvo su primer trabajo como actriz de televisión en la novela Mothern, en el papel de Bel. Luego apareció en la novela Revelación, del canal SBT.
Su primer papel destacado fue en la telenovela Vivir la vida, donde interpretó a Rafaela, hija de Dora (Giovanna Antonelli). Esa participación le rindió, en marzo de 2010, el título de Mejor Actriz del Año por la Red Globo. Después del final de la novela, firmó un contrato de 2 años con la Red Globo.
En 2011 interpretó a Tônica, hija de Abner (Marcos Pasquim), en la telenovela Morde & Assopra. En 2012 interpretó Clara, una joven niña que ve espíritus y se comunica con ellos, en Amor Eterno Amor.
En 2013 interpreta Paulinha, uno de los personajes centrales de Rastros de mentiras, la hija perdida de la protagonista Paloma (Paolla Oliveira).
En 2015, la actriz participó en A través del tiempo, interpretando el personaje Alice Ventura.
A finales de 2015, Klara inició la preproducción del largometraje ES Fada, con dirección de Cris D'Amato y producción de Daniel Filho.
En mayo de 2017 la actriz anunció que se retiraría del medio artístico para poder dedicarse a sus estudios, aunque a finales de ese año anunció que retornaría a la actuación.
Desde entonces ha aparecido en películas como Confissões de uma Garota Excluída y Galeria Futuro y en series como De vuelta a los 15 y Buenos días, Verônica, ambas de Netflix.

## Polémica
La Justicia brasileña decidió intervenir en la novela Vivir la vida, en la cual Klara interpretaba a una joven con rasgos psicóticos. Según la procuraduría, la niña podría no tener madurez para distinguir la realidad de la ficción y además ser hostilizada en la calle por personas que confundiesen el actor con el personaje. El responsable de la novela, Manoel Carlos, concordó en adaptar la trama.

## Filmografía

### Televisión
| Año       | Título                | Personaje                                           |
| --------- | --------------------- | --------------------------------------------------- |
| 2006      | Mothern               | Isabel (Bel)                                        |
| 2008      | Revelación            | Daniela Mourão                                      |
| 2009      | Vivir la vida         | Rafaela Victória Vilella García                     |
| 2011      | Morde & Assopra       | Antônia de Souza Martins Medeiros (Tônica)          |
| 2012      | Amor Eterno Amor      | Clara Allende                                       |
| 2013-2014 | Rastros de mentiras   | Paula Sousa Araújo / Paula Khoury Aráujo (Paulinha) |
| 2015-16   | A través del tiempo   | Alice del Cosso Ventura                             |
| 2022      | Buenos días, Verónica | Angela Cordeiro                                     |

### Cine
| Año  | Título                      | Personaje              |
| ---- | --------------------------- | ---------------------- |
| 2009 | Quanto Dura o Amor?         |                        |
| 2016 | Es Fada                     | Júlia                  |
| 2017 | Chocante                    | Dora                   |
| 2017 | 1817: A Revolução Esquecida | Maria Teodora da Costa |
| 2018 | Tudo por um Popstar         | Manu                   |
| 2021 | Quem não sofreu, vai sofrer | Tetê                   |

## Teatro
| Obra | Obra                  | Obra      |
| Año  | Título                | Personaje |
| ---- | --------------------- | --------- |
| 2016 | Aprendiz de hechicero | Lady Jane |

## Discografía
| Álbum | Álbum                       | Álbum     | Álbum            |
| Año   | Título                      | Personaje | Canción          |
| ----- | --------------------------- | --------- | ---------------- |
| 2011  | Xuxa Sólo Para Baixinhos 11 | Etêzinha  | "Un nuevo lugar" |

## Premios y nominaciones
| Año  | Premio                     | Categoría                                   | Trabajo nominado                 | Resultado |
| ---- | -------------------------- | ------------------------------------------- | -------------------------------- | --------- |
| 2010 | Mejores del Año            | Mejor Actor o Actriz Mirim                  | Vivir la vida                    | Nominada  |
| 2010 | Premio Contigo! de TELE    | Mejor Actriz Infantil                       | Vivir la vida                    | Nominada  |
| 2010 | Trofeo Super Cap de Oro    |                                             | Vivir la vida                    | Nominada  |
| 2010 | Premio Mi Novela           | Actriz Infantil                             | Vivir la vida                    | Nominada  |
| 2010 | Premio Arte Calidad Brasil | Mejor Actriz Infantil/Juvenil de Telenovela | Vivir la vida                    | Nominada  |
| 2010 | Premio Extra de Televisión | Mejor Revelación                            | Vivir la vida                    | Nominada  |
| 2012 | Mejores del Año            | Mejor Actor o Actriz Mirim                  | Tônica, en Morde & Assopra       | Nominada  |
| 2012 | Premio Contigo! de TELE    | Mejor Actriz Infantil                       | Tônica, en Morde & Assopra       | Nominada  |
| 2012 | Premio Noveleiros          | Mejor Actor Mirim                           | Clara, en Amor Eterno Amor       | Nominada  |
| 2013 | Premio Contigo! de TELE    | Mejor Actriz Infantil                       | Clara, en Amor Eterno Amor       | Nominada  |
| 2013 | Premio Extra de Televisión | Mejor Actor/Actriz Mirim                    | Paulinha, en Rastros de mentiras | Ganadora  |
| 2013 | Mejores del Año Natelinha  | Mejor Actor o Actriz Mirim/Adolescente      | Paulinha, en Rastros de mentiras | Ganadora  |
| 2013 | Premio Noveleiros          | Mejor Actor Mirim                           | Paulinha, en Rastros de mentiras | Ganadora  |
| 2014 | Mejores del Año            | Mejor Actor o Actriz Mirim                  | Paulinha, en Rastros de mentiras | Ganadora  |